# Уолуэрт (тауншип, Миннесота)
Уолуэрт (англ. Walworth) — тауншип в округе Бекер, Миннесота, США. На 2000 год его население составило 88 человек.

## География
По данным Бюро переписи населения США площадь тауншипа составляет 93,9 км², из которых 93,6 км² занимает суша, а 0,3 км² — вода (0,36 %).

## Демография
По данным переписи населения 2000 года здесь находились 88 человек, 38 домохозяйств и 27 семей. Плотность населения —  0,9 чел./км². На территории тауншипа расположено 42 постройки со средней плотностью 0,4 построек на один квадратный километр. Расовый состав населения: 98,86 % белых и 1,14 % приходится на две или более других рас.
Из 38 домохозяйств в 23,7 % воспитывались дети до 18 лет, в 57,9 % проживали супружеские пары, в 5,3 % проживали незамужние женщины и в 28,9 % домохозяйств проживали несемейные люди. 26,3 % домохозяйств состояли из одного человека, при том 13,2 % из — одиноких пожилых людей старше 65 лет. Средний размер домохозяйства — 2,32, а семьи — 2,78 человека.
19,3 % населения — младше 18 лет, 5,7 % — в возрасте от 18 до 24 лет, 19,3 % — от 25 до 44, 27,3 % — от 45 до 64, и 28,4 % — старше 65 лет. Средний возраст — 50 лет. На каждые 100 женщин приходилось 125,6 мужчин. На каждые 100 женщин старше 18 приходилось 136,7 мужчин.
Средний годовой доход домохозяйства составлял 34 167 долларов, а средний годовой доход семьи —  44 375 долларов. Средний доход мужчин —  15 625  долларов, в то время как у женщин — 15 417. Доход на душу населения составил 18 440 долларов. За чертой бедности не находились ни одна семья и ни один человек.